# Букачівська селищна рада
Букачівська се́лищна ра́да — адміністративно-територіальна одиниця та орган місцевого самоврядування в Рогатинському районі Івано-Франківської області. Адміністративний центр — селище міського типу Букачівці.

## Загальні відомості
- Територія ради: 28,887 км²
- Населення ради: 2007 осіб (станом на 2001 рік)
- Територією ради протікають річки Свірж, Дністер.

## Населені пункти
Селищній раді підпорядковані населені пункти:
- смт Букачівці
- с. Букачівська Слобода
- с. Витань
- с. Посвірж

## Склад ради
Рада складається з 15 депутатів та голови.
Рада складається з 15 депутатів та голови.
- Голова ради: Сенів Олег Іванович
- Секретар ради: Швікун Марія Василівна

### Керівний склад попередніх скликань
| Прізвище, ім'я, по батькові | Основні відомості                                                              | Дата обрання | Дата звільнення |
| --------------------------- | ------------------------------------------------------------------------------ | ------------ | --------------- |
| Куйбіда Михайло Антонович   | Селищний голова, 1962 року народження, безпартійний                            | 26.03.2006   | 31.10.2010      |
| Сенів Олег Іванович         | Селищний голова, 1966 року народження, освіта середня спеціальна, безпартійний | 31.10.2010   |                 |

Примітка: таблиця складена за даними сайту Верховної Ради України

### Депутати
За результатами місцевих виборів 2010 року депутатами ради стали:

#### За суб'єктами висування
| Суб'єкт висування | Кількість обраних депутатів | %   |
| ----------------- | --------------------------- | --- |
| Самовисування     | 15                          | 100 |

#### За округами
| № округу | Прізвище, ім'я, по батькові      | Дата визнання обраним | Освіта             | Партійна приналежність | Відомості про обраного депутата                       |
| -------- | -------------------------------- | --------------------- | ------------------ | ---------------------- | ----------------------------------------------------- |
| 1        | Хоптяний Євген Степанович        | 03.11.2010            | вища               | позапартійний          | тимчасово не працює                                   |
| 2        | Кобзан Олег Іванович             | 03.11.2010            | вища               | позапартійний          | ПП «Марія», приватний підприємець                     |
| 3        | Дмитрів Олег Богданович          | 03.11.2010            | середня            | позапартійний          | тимчасово не працює                                   |
| 4        | Мельник Степан Андрійович        | 03.11.2010            | вища               | позапартійний          | ПП «Карпат-холод», водій-експедитор                   |
| 5        | Вінтонишин Андрій Львович        | 03.11.2010            | середня            | позапартійний          | тимчасово не працює                                   |
| 6        | Хомин Петро Степанович           | 03.11.2010            | вища               | позапартійний          | тимчасово не працює                                   |
| 7        | Прач Олександр Юрійович          | 18.03.2013            | вища               | позапартійний          | студент                                               |
| 8        | Котнюк Іван Орестович            | 15.07.2012            | середня спеціальна | позапартійний          | ТЗОВ Букачівці, директор                              |
| 9        | Ромінська Василина Іванівна      | 03.11.2010            | середня            | позапартійна           | ПП «Марія», бармен                                    |
| 10       | Вербовянський Степан Ярославович | 15.07.2012            | середня спеціальна | позапартійний          | тимчасово не працює                                   |
| 11       | Швікун Марія Василівна           | 03.11.2010            | середня            | позапартійна           | Букачівська селищна рада, секретар                    |
| 12       | Лучак Ірина Мирославівна         | 03.11.2010            | вища               | позапартійна           | ПП «Марія», бухгалтер                                 |
| 13       | Літинська Ганна Миколаївна       | 03.11.2010            | середня            | позапартійна           | Букачівська селищна рада, інспектор паспортного столу |
| 14       | Шпирун Мирослав Омелянович       | 03.11.2010            | середня            | позапартійний          | тимчасово не працює                                   |
| 15       | Мельник Наталія Віталіївна       | 03.11.2010            | вища               | позапартійна           | тимчасово не працює                                   |